# Gótico bielorrusso

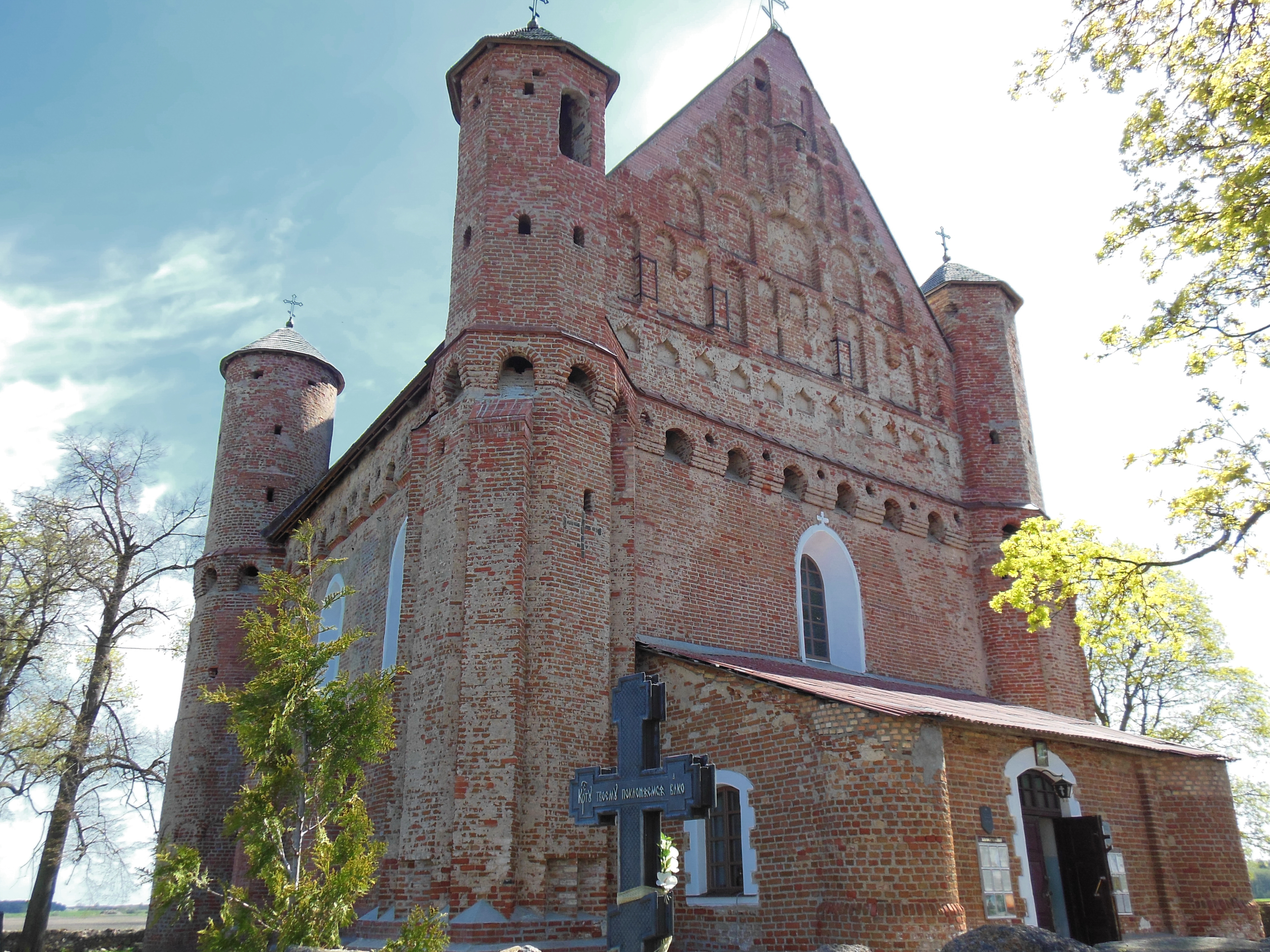
São Miguel, Synkavichy, século XVI

O termo Gótico Bielorrusso (na  língua bielorrussa: беларуская готыка (belaruskaya hotyka), em russo: белорусская готика (belorusskaya gotika), descreve o estilo arquitetônico, principalmente eclesiástico de edifícios construídos nos séculos XV e XVI. O estilo foi usado nas regiões da Bielorrússia, Lituânia e leste da Polónia. O estilo bielorrusso é uma fusão da arquitetura bizantina, gótica e renascentista.
Os edifícios têm elementos típicos de design Gótico, tais como torres altas, arcobotantes, arcos pontiagudos, grandes tetos abobadados e elementos que poderiam normalmente ser considerados Góticos na Europa central e ocidental.

## Contexto das construções
Com o batismo do Grande Príncipe Vladimir, o Grande e a Cristianização de Quieve, a arquitetura russa tornou-se fortemente influenciada pela arquitetura Bizantina.
Durante o século XIII e as primeiras décadas do século XIV os principados russos, na atual Bielorrússia, foram subjugados pelo Grão-Ducado da Lituânia, um estado pagão que estava expressando  resistência contra a Ordem Teutônica católica. O Grão-Ducado tornou-se uma grande potência no século XIV e tinha como destaque uma desenvolvida nobreza e populações rurais descendentes de Russos. A sua língua oficial era Ruthenian.
Com a união da Polónia e da Lituânia, que ocorreu depois de Władysław II Jagiełło, que foi coroado rei da Polônia em 1386, e experimentou o aumento da comunicação com o oeste e sul da Europa, especialmente após a vitória definitiva da união contra a Ordem Teutônica em 1466 (Segunda Paz de Toruń).
O estilo Gótico veio para as regiões eslavas durante este período, porém já era usado na Europa Central e Sul. 

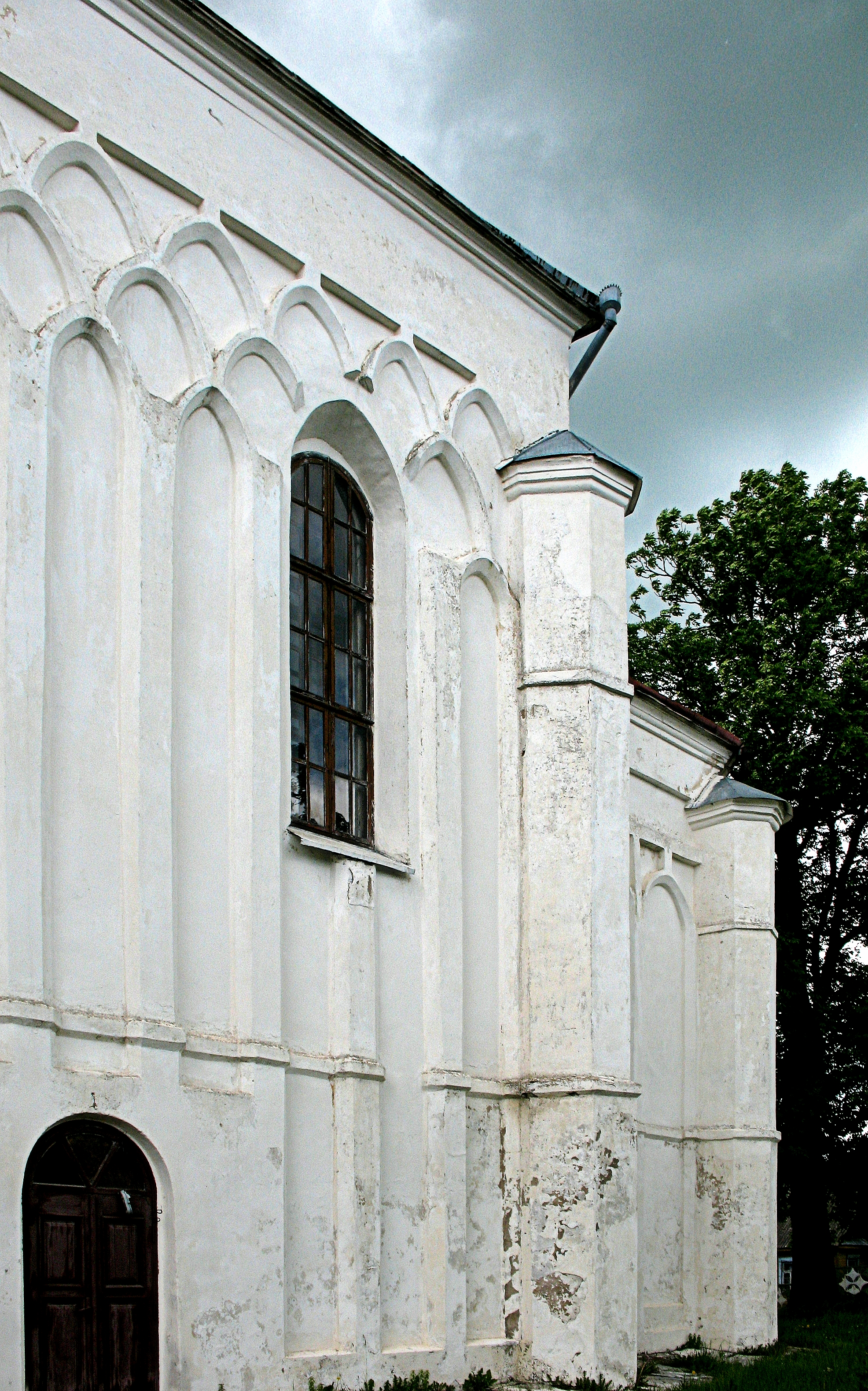
Catedral da Ss. Boris e Gleb,[1] Navahrudak, fachada sul
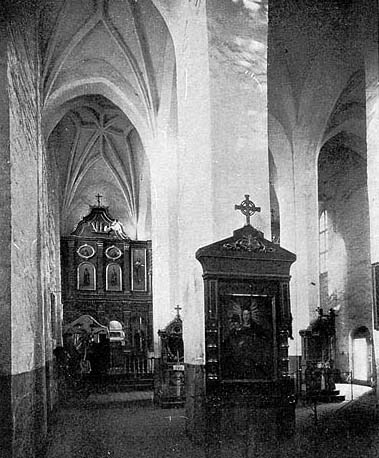
Catedral da Ss. Boris e Gleb, 1519-1630, interior
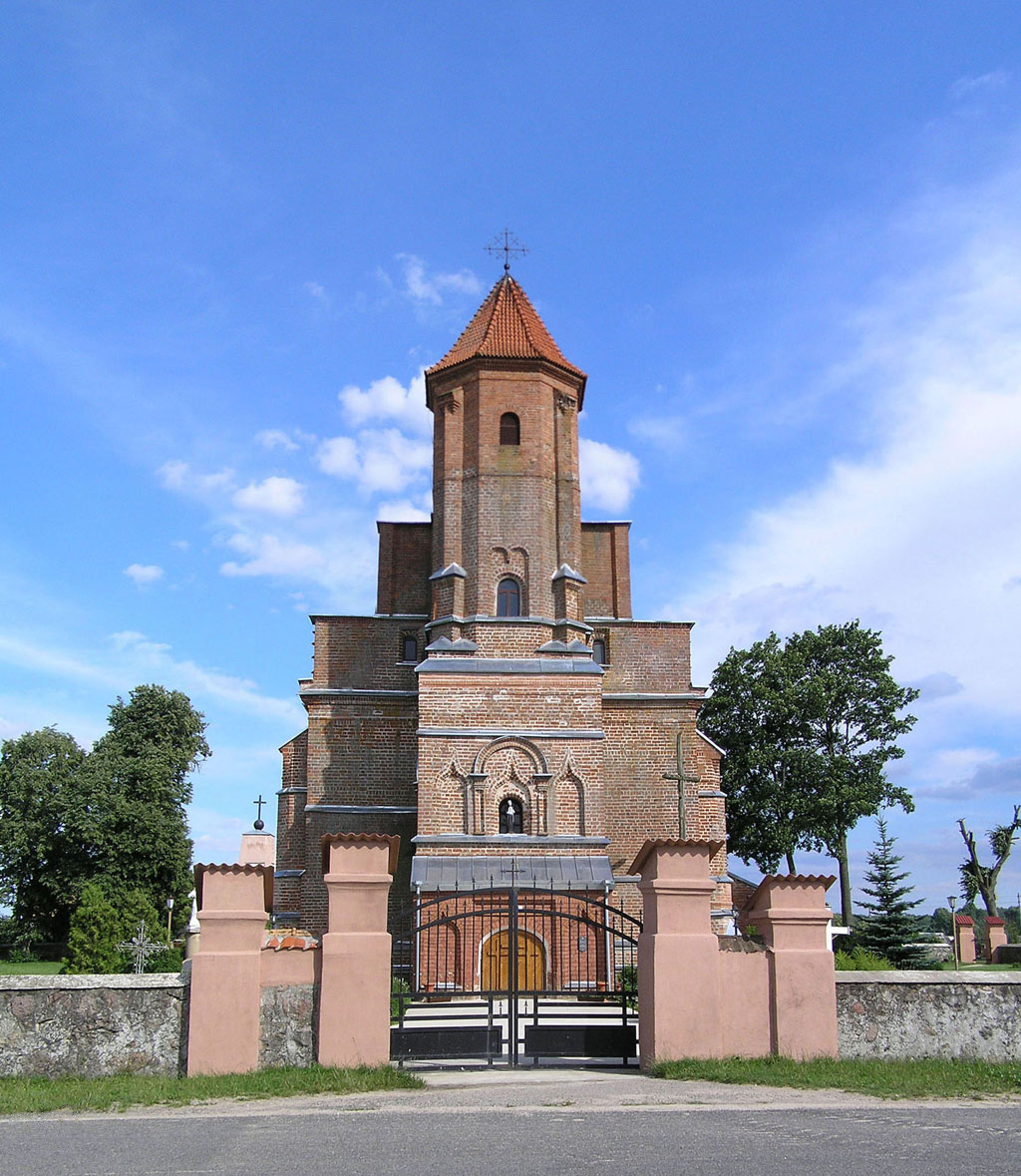
Igreja de são Miguel,[2][3] Hnesna (de), 1524-1527
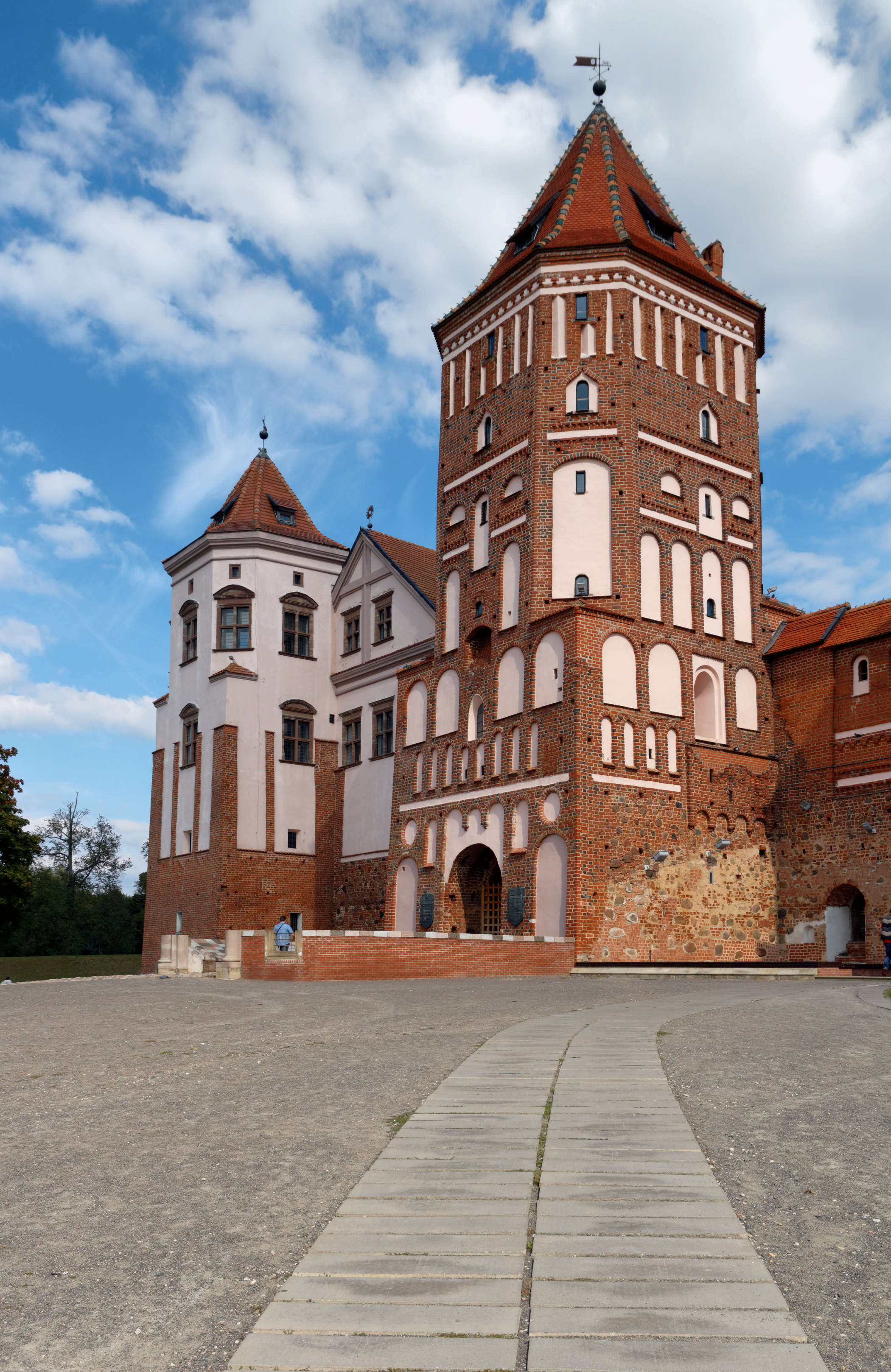
Mir Castelo do século XVI

- Material: Alguns edifícios têm uma semelhança com ao design da arquitetura Gótica do norte alemão, e algumas das outras estruturas são totalmente rebocada.
- Arcos: as janelas das igrejas principalmente, tem arcos pontiagudos, mas cegas arcadas e lombarda, principalmente, têm arcos de volta.
- Cofres: a maioria das igrejas tem costela de abóbadas, mas há também simplistas pesadas abóbadas, tais como aqueles encontrados no estilo Românico e Bizantino de arquitetura.
- Fortificações: a maioria das igrejas são fortificados. Em algumas delas, isto é enfatizado. Elas têm uma pequena nave e quatro pequenas torres em cada canto. Outras igrejas têm um alto ordinário ocidental com torre do sino.

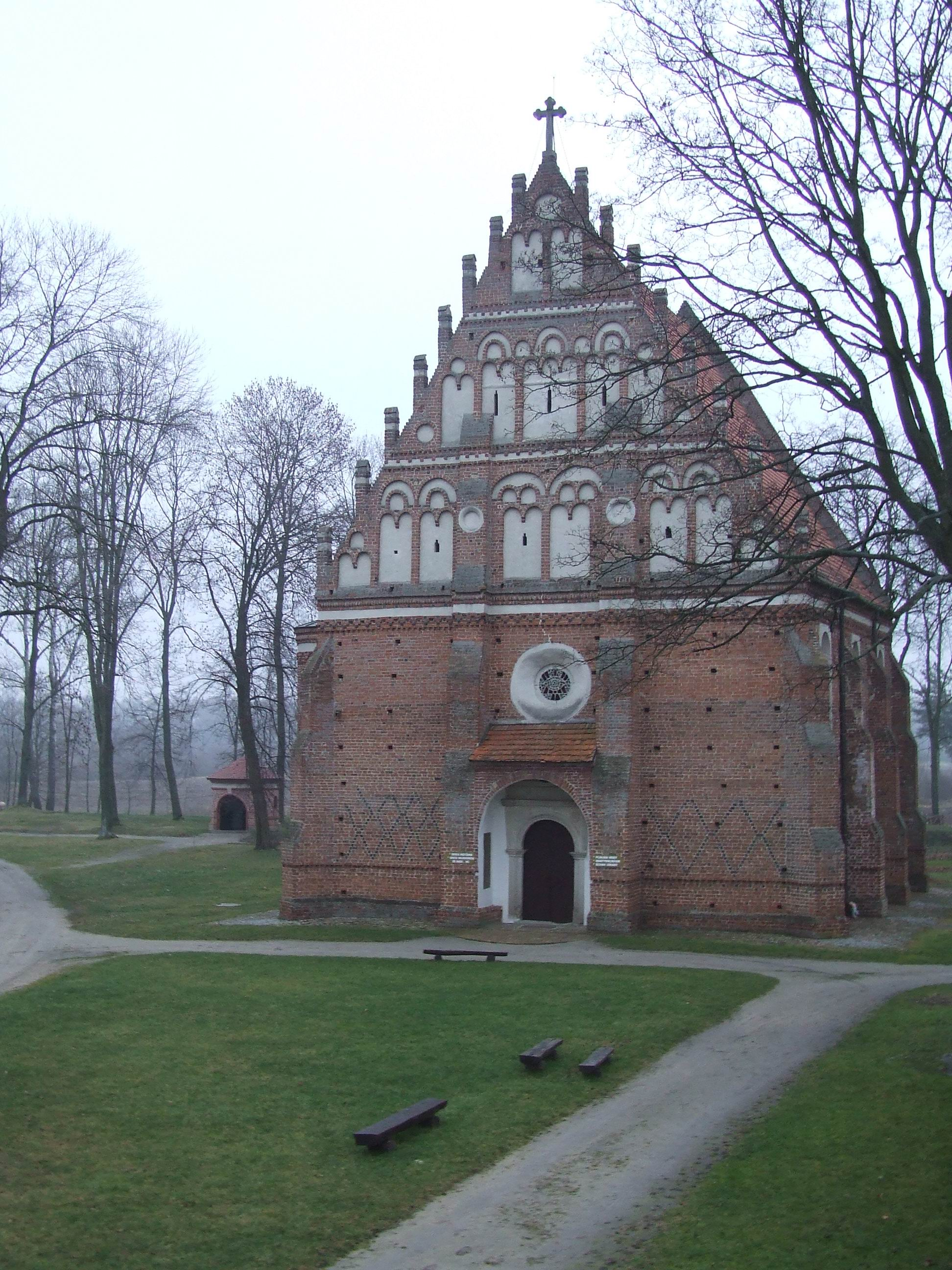
Igreja do Espírito Santo, 1530, Kodeń, Polónia, perto da margem de Erro Rio
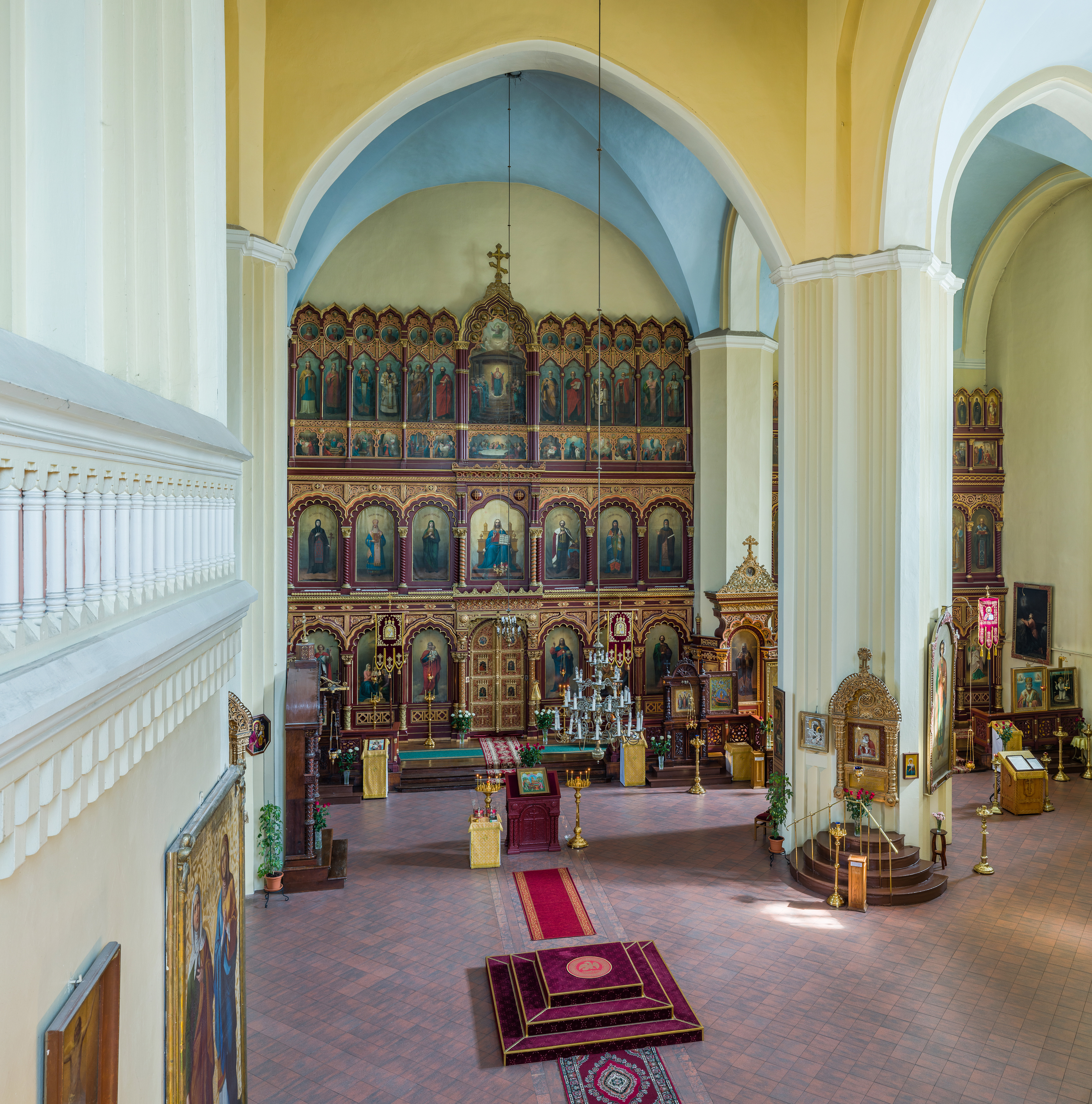
Catedral da Dormição de Teótoco, Vilnius
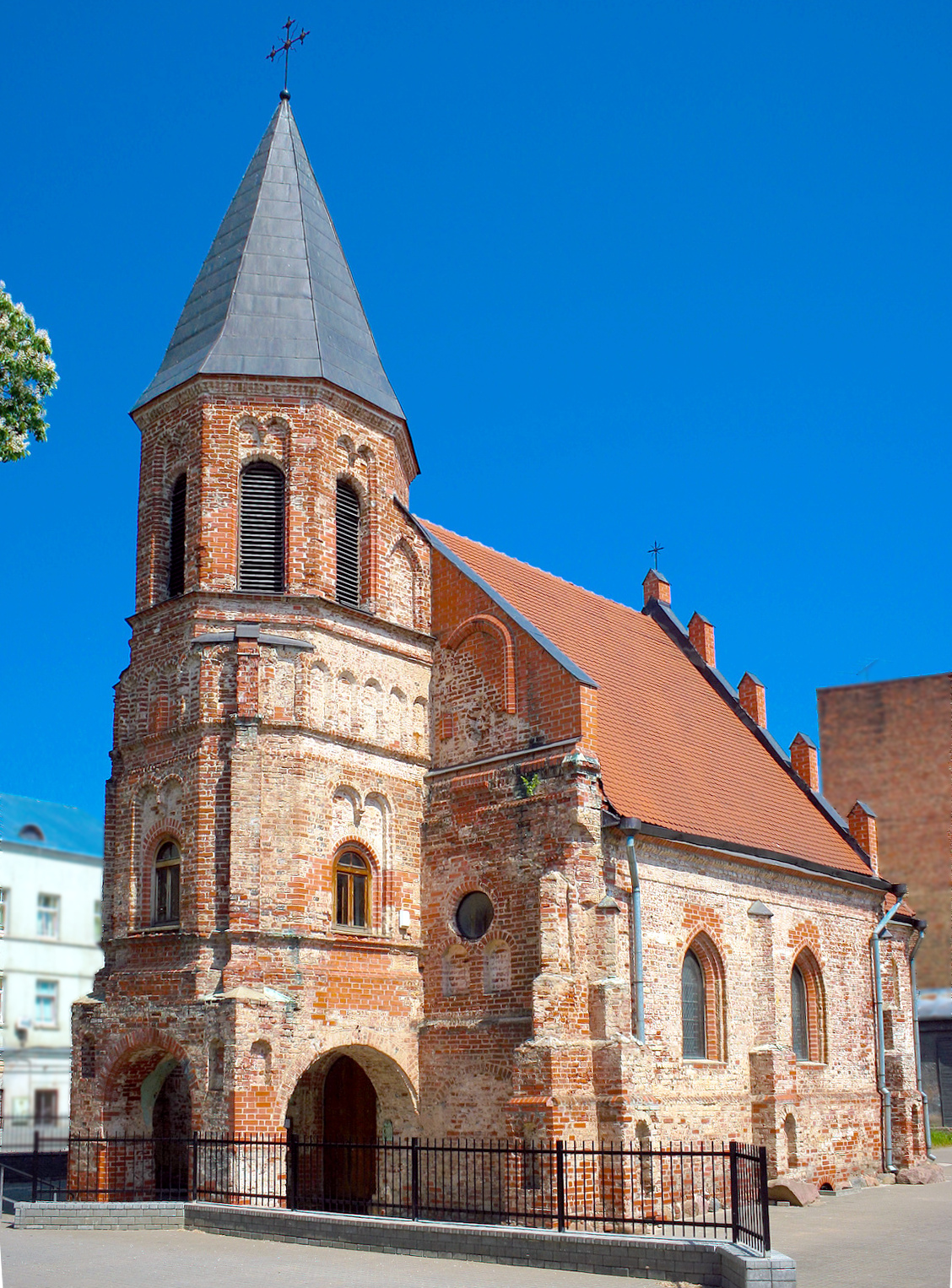
Santa Gertrudes, Kaunas, Lituânia
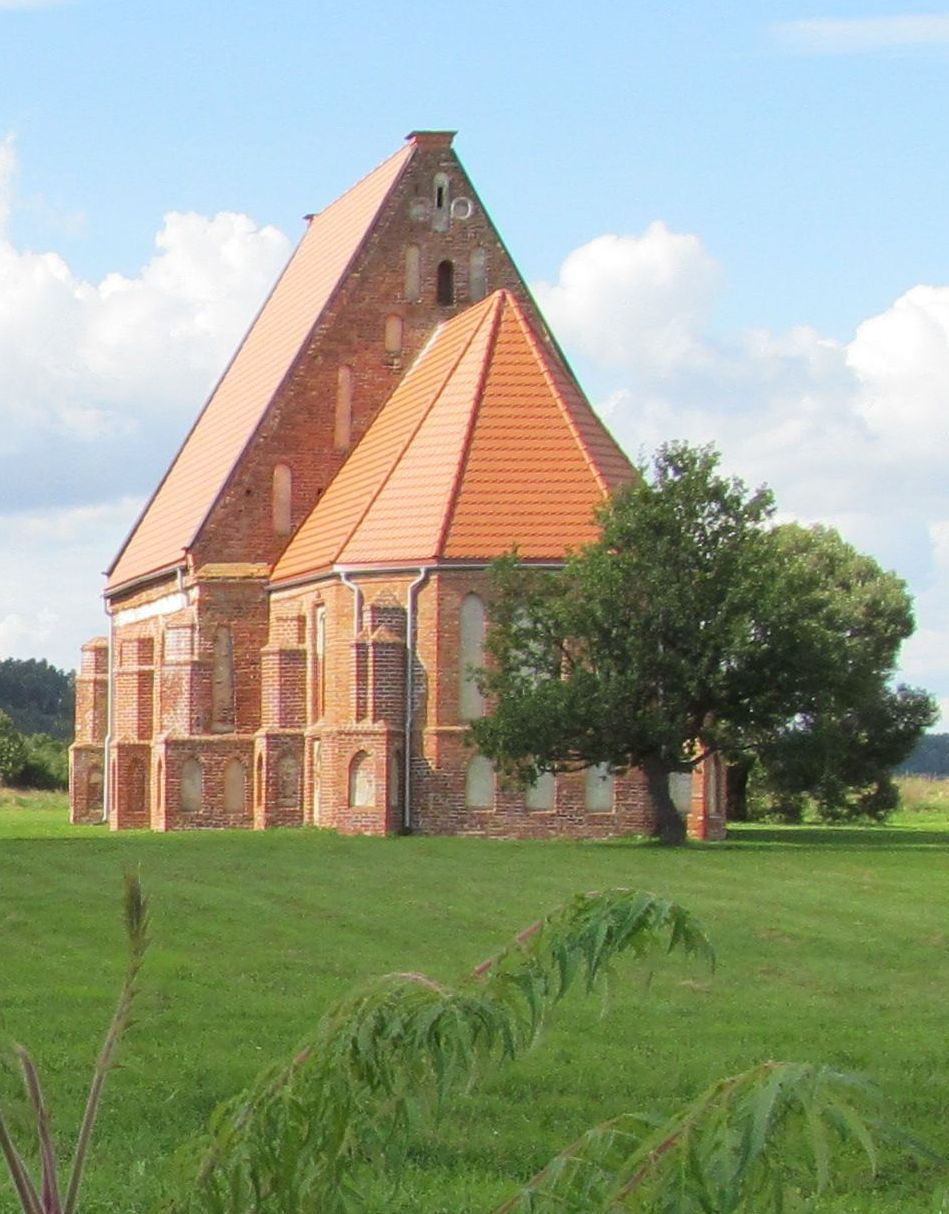
São João Batista em Zapyškis, Lituânia